# Kazimierz Sarnowski
Kazimierz Jan Paweł Sarnowski (właśc. K. Jastrzębiec-Sarnowski, ur. 6 grudnia 1854 w Gołębiu, zm. 27 kwietnia 1916 w Warszawie) – polski aktor teatralny, dyrektor teatrów prowincjonalnych.

## Kariera aktorska
Występował w zespołach teatrów prowincjonalnych: Pawła Ratajewicza (sez. 1873/1874), Mieczysława Krauzego (1875), Anastazego Trapszy (1880-1881), a także w warszawskim teatrze ogródkowym „Eldorado” (dyr. Jan Żołopiński). Jako aktor i śpiewak występował w repertuarze komediowym i operetkowym, m.in. w rolach: Kaniowy (Miód kasztelański), Rotmistrza (Damy i huzary), Jana (Kaśka Kariatyda), Szczoteczki (Bursze), Majora (Nitouche), Fippo (Bettina), Frankego (Zemsta nietoperza) i Adama (Ptasznik z Tyrolu).

## Zarządzanie zespołami teatralnymi
Jesienią 1881 r. wspólnie z bratem, Stanisławem Sarnowskim, zorganizował zespół teatralny, z którym występował początkowo w Łomży i Hrubieszowie, a następnie również m.in. w Lublinie, Suwałkach i Kaliszu. Zespół działał (z krótkimi przerwami) do 1897 roku. Bracia wymieniali się na stanowisku dyrektora, a w pewnych okresach podpisywali afisze razem, co spowodowane było zapewne względami finansowymi. W 1888 r. Kazimierz Sarnowski na krótko rozwiązał spółkę z bratem i w tym czasie wspólnie z Henrykiem Swaryczewskim prowadził teatr letni w Lublinie, a potem dawał przedstawienia także w Siedlcach.